# Baushi-Gurmana jezici
Baushi-Gurmana jezici, podskupina od (2) nigersko-kongoanska jezika zapadnokainjske podskupine iz Nigerije s nešto preko 20.000 govornika.
Predstavnici su dva istoimena jezika, to su: bauchi ili baushi (kushi) [bsf], 20.000 govornika (1988 R. Blench); gurmana [gvm], 3.000 (1989) u kraju oko istoimenog grada. Oba ova jezika govore se na području države Niger u Nigeriji.

## Vanjske poveznice
- Ethnologue (14th)
- Ethnologue (15th)